# C-Dance
C-Dance is een Belgische radiozender die sinds 1 maart 1996 uitzendt. C-Dance richt zich tot volwassenen tussen de 20 en 49 jaar die een voorkeur hebben voor dancemuziek. 

## Geschiedenis
Van 1 maart 1996 tot 1998 zond C-Dance non-stop dancemuziek uit, met uitzondering van enkele programma's op de late avond, waaronder het populaire Talkradio op zondagavond met Bjorn en Vince.
Wat een succesformule bleek te zijn, werd al snel uitgebouwd van één lokale zender tot een radionetwerk met diverse stations in Vlaanderen, maar ook enkele steunzenders in Nederland. C-Dance kende een hoogtepunt tussen 1998 en 2002. Toen waren er zeventien lokale radiostations aangesloten die programma's maakten onder de naam C-Dance en het signaal, aangeboden vanuit de centrale studio via satelliet, doorzonden. Er werd een horizontaal gepresenteerde programmering uitgewerkt waarvoor diverse dj's fulltime werden aangenomen. 
Volgens de selectiviteitsindex van het reclamebureau IP scoorde C-Dance 100% in de doelgroep (12-24-jarigen). Dit was nooit eerder voorgekomen. In de officiële CIM-cijfers piekte C-Dance met een marktaandeel van 0,7%, goed voor meer dan 40.000 dagelijkse luisteraars en dit met bescheiden en vooral zeer beperkte FM-frequenties. In een medialandschap waar toen de VRT het exclusieve recht had om over een degelijke landelijke dekking te beschikken, was dit zeker niet slecht. Ook het kapitaalkrachtige NRJ, dat in diezelfde periode ook Vlaanderen probeerde te veroveren met een veel beter FM-netwerk, had amper 0,4% marktaandeel.
Omdat het FM-netwerk qua dekking te wensen overliet, besloot C-Dance in 2001 het kabelstation Radio Roxy van Gust De Coster en Luc Alloo over te nemen. Vanaf die periode was C-Dance daardoor ook 'nationaal' te ontvangen via de kabel in gans Vlaanderen.
In 2005 probeerde C-Dance een betere FM-dekking te krijgen en ging het een samenwerking aan met Radio Contact. C-Dance verzorgde de avonduitzendingen op Radio Contact tussen 19 uur en 5 uur.
In oktober 2006 beëindigde het radiostation het maken van programma's, omdat het financieel niet rendabel was. Vooral de exuberante SABAM-kosten voor het kabelnetwerk waren de doodslag voor het toenmalige FM- en kabelnetwerk.
Tussen 2010 en 2012 werd de merknaam C-Dance in gebruik genomen door een andere partij en was de zender terug te beluisteren via enkele FM-radiofrequenties. Vanwege strubbelingen tussen de ontlener en de merkeigenaar werd het project stopgezet.
In 2013 was C-Dance terug actief als non-stop internetradio.

## Lijst van voormalig internationale C-Dance-deejays
- Jan Hodister (aka Jan de internetman)
- Vince 't Jolle
- Colin Banks
- Niels Eelens
- Joris de Mooij
- Eric De Meyer
- Hans Buyens
- Dave Geets
- Paul Brugel
- Steve Hillen
- Steven Van De Walle
- Tony Van Dijck
- Bjorn Van Zundert
- Chantal Pauwels
- Didier Demeyere